# یوکاری تاچیبانا
یوکاری تاچیبانا (به ژاپنی: Yukari Tachibana) (زادهٔ ۸ اکتبر ۱۹۶۵) هنرپیشه اهل ژاپن است.